# Détroit de Malyguine
Le détroit de Malyguine est un bras de mer situé à l'extrême nord de la péninsule de Yamal, entre celle-ci et l'île Bely (oblast de Tioumen, Iamalie, fédération de Russie).

## Description
Le détroit s'étend sur 63 km de long, pour une largeur de 8 à 10 km et une profondeur maximale de 19 m. 

## Histoire
Il a été nommé en l'honneur de l'explorateur russe Stepan Malyguine qui, le premier, a cartographié les côtes de la péninsule de Yamal, lors de la deuxième expédition du Kamtchatka en 1736-1737. 